# Ksienija Burakowa
Ksienija Siergiejewna Burakowa (ros. Ксения Сергеевна Буракова; ur. 25 marca 1992) – rosyjska zapaśniczka startująca w stylu wolnym. Zajęła siódme miejsce na mistrzostwach świata w 2023 roku. 
Piąta na mistrzostwach Europy w 2025. Akademicka wicemistrzyni świata z 2016. Mistrzyni Rosji w 2021 i 2022; druga w 2018 i 2019; trzecia 2010 i 2014 roku.